# Bhima (rzeka)
Bhima – rzeka w południowych Indiach, płynąca w stanach Maharasztra i Karnataka. Rzeka jest wykorzystywana do nawadniania. Liczy 724 km długości.